# Davidovac (Kladovo)
Pour les articles homonymes, voir Davidovac.
Davidovac (en serbe cyrillique : Давидовац) est un village de Serbie situé dans la municipalité de Kladovo, district de Bor. Au recensement de 2011, il comptait 525 habitants.
Selon le recensement de 2002, le village comptait une population de 610 habitants.

## Démographie

### Évolution historique de la population
| 1948 | 1953 | 1961 | 1971 | 1981 | 1991 | 2002 | 2011 |
| ---- | ---- | ---- | ---- | ---- | ---- | ---- | ---- |
| 627  | 714  | 646  | 710  | 683  | 626  | 610  | 525  |

|  |